# Marino Girolami
Marino Girolami, anche conosciuto con svariati pseudonimi fra cui Franco Martinelli, Frank Martin e Bernardo Rossi (Roma, 1º febbraio 1914 – Roma, 20 febbraio 1994), è stato un regista, sceneggiatore, produttore cinematografico e pugile italiano.

## Biografia
Capostipite di una famiglia di cineasti, essendo fratello di Romolo Guerrieri e padre di  Enzo G. Castellari, registi, nonché padre dell'attore Enio Girolami, Marino si iscrive alla Facoltà di Medicina, ma abbandona gli studi per intraprendere la carriera di pugile, che ha inizi alquanto promettenti e raggiunge il culmine con la conquista del titolo europeo dei pesi piuma. Selezionato per partecipare ai giochi olimpici di Berlino del 1936, viene scartato all'ultimo momento a causa della scoperta di una lieve aritmia cardiaca.
Abbandonato lo sport, incomincia a frequentare il Centro sperimentale di cinematografia, esordendo come attore nel film Villa da vendere, diretto nel 1941 da Ferruccio Cerio. Due anni dopo ottiene un discreto successo come autore firmando il soggetto del film Campo de' Fiori, diretto da Mario Bonnard e interpretato da Aldo Fabrizi e Anna Magnani.
Intenzionato a passare dietro alla macchina da presa, lavora per anni come collaboratore di noti autori e registi, tra cui Mario Soldati, Marcello Marchesi e Vittorio Metz. Il suo esordio registico risale al 1949, quando dirige la versione italiana de La strada buia, coproduzione italo-americana diretta da Sidney Salkow, mentre il suo esordio in prima persona è nel 1953 con il film Canto per te, interpretato dal famoso tenore Giuseppe Di Stefano. Da allora firma la regia di quasi ottanta film fino al suo ultimo del 1982 (Giggi il bullo). È stato anche sceneggiatore in quasi quaranta film e ha recitato come attore in cinque film negli anni quaranta. Ha prodotto una ventina di film, soprattutto negli anni sessanta.
Nel 1950 ha curato il montaggio del film Miss Italia, diretto da Duilio Coletti.
La sua immagine è ancora visibile nelle statue dello Stadio dei Marmi di Roma dove rappresenta il pugilato, per il quale posò come modello.

## Filmografia

### Regista
- La strada buia (1950)
- Il mago per forza (1951)
- Amore e sangue (1951)
- Milano miliardaria (1951)
- Noi due soli (1952)
- Era lei che lo voleva! (1953)
- Canto per te (1953)
- Lasciateci in pace (1953)
- Riscatto (1953)
- Il cantante misterioso (1955)
- Ore 10: lezione di canto (1955)
- La ragazza di Via Veneto (1955)
- Cantando sotto le stelle (1956)
- Sette canzoni per sette sorelle (1956)
- Serenate per 16 bionde (1957)
- Vivendo cantando... che male ti fò? (1957)
- Buongiorno primo amore! (1957)
- C'è un sentiero nel cielo (1957)
- La canzone del destino (1957)
- Quando gli angeli piangono (1958)
- Il romanzo di un giovane povero (1958)
- Quanto sei bella Roma (1959)
- Quel tesoro di papà (1959)
- Un canto nel deserto (1959)
- Caccia al marito (1960)
- Ferragosto in bikini (1960)
- Il mio amico Jekyll (1960)
- Le magnifiche 7 (1961)
- Scandali al mare (1961)
- Un figlio d'oggi (1961)
- La ragazza sotto il lenzuolo (1961)
- Walter e i suoi cugini (1961)
- Twist, lolite e vitelloni (1962)
- L'assassino si chiama Pompeo (1962)
- L'ira di Achille (1962)
- Gli italiani e le donne (1962)
- Il medico delle donne (1962)
- La donna degli altri è sempre più bella (1963)
- Le motorizzate (1963)
- Siamo tutti pomicioni (1963)
- Le tardone (1964)
- Queste pazze, pazze donne (1964)
- I magnifici Brutos del West (1964)
- Il piombo e la carne (1964)
- Veneri al sole (1965)
- Veneri in collegio (1965)
- Spiaggia libera (1966)
- 7 monaci d'oro (1966)
- Granada, addio! (1967)
- Due rrringos nel Texas (1967)
- Franco, Ciccio e le vedove allegre (1968)
- Anche nel West c'era una volta Dio (1968)
- I 2 magnifici fresconi (1968)
- Raptus (1969)
- Don Franco e don Ciccio nell'anno della contestazione (1970)
- African Story (1971)
- Decameron proibitissimo (Boccaccio mio statte zitto) (1972)
- Maria Rosa la guardona (1973)
- 4 marmittoni alle grandi manovre (1974)
- Grazie... nonna (1975)
- Lo sgarbo (1975)
- Roma violenta (1975)
- La moglie vergine (1975)
- Roma, l'altra faccia della violenza (1976)
- Italia a mano armata (1976)
- Kakkientruppen (1977)
- Nude Odeon (1978)
- Dove vai se il vizietto non ce l'hai? (1979)
- La liceale al mare con l'amica di papà (1980)
- Sesso profondo (1980)
- Zombi Holocaust (1980)
- L'esercito più pazzo del mondo (1981)
- Pierino contro tutti (1981)
- Pierino colpisce ancora (1982)
- Giggi il bullo (1982)

### Sceneggiatore
- Ad uno ad uno... spietatamente (Uno a uno sin piedad), regia di Rafael Romero Marchent (1968)

### Produttore
- A Ghentar si muore facile, regia di León Klimovsky (1967)
- Reverendo Colt, regia di León Klimovsky (1970)